# Historisches Museum von Widin

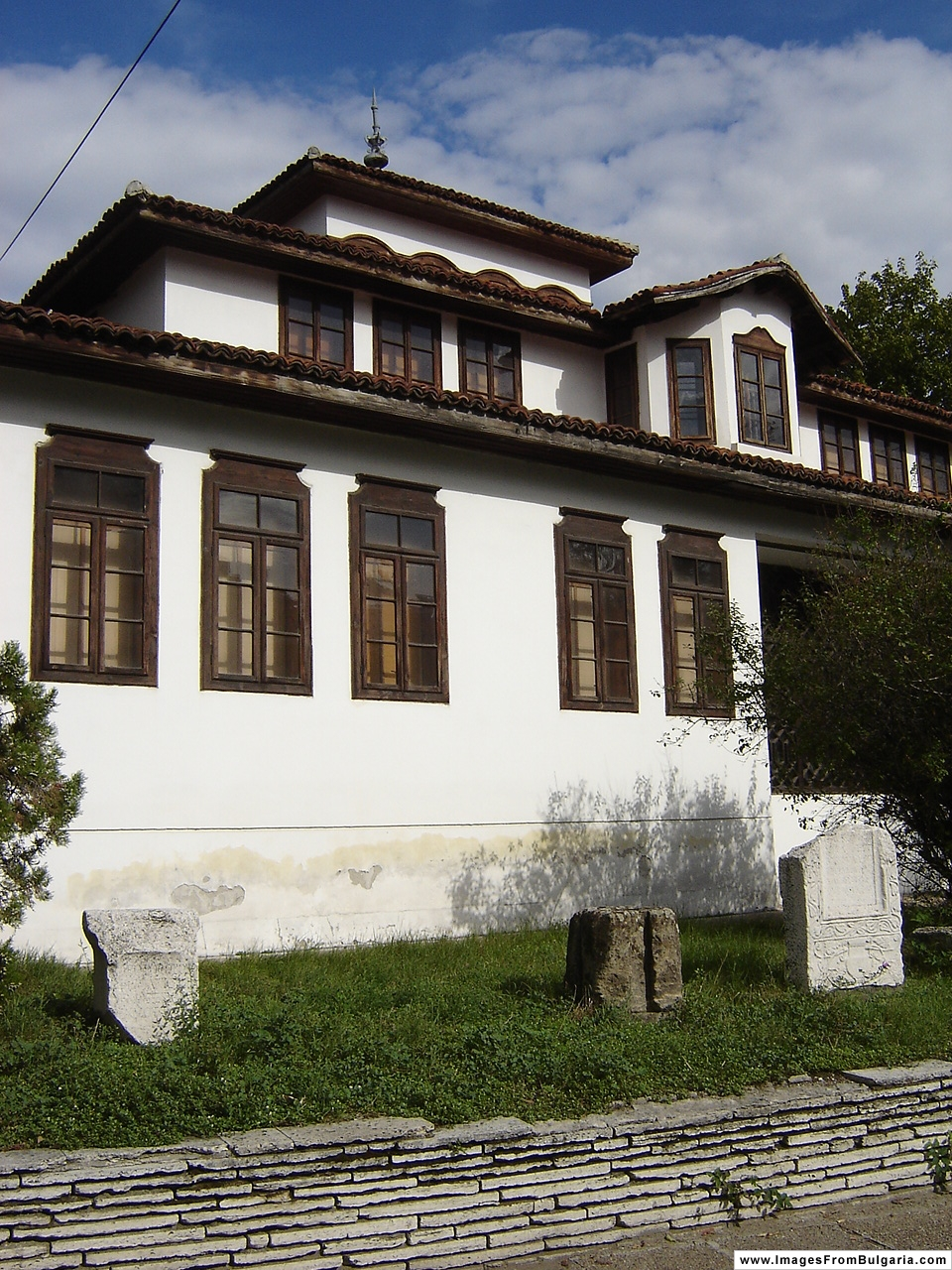

Das Historische Museum von Widin, kurz „Konaka“-Museum (bulg. Музей "Конака"), im bulgarischen Ort Widin wurde 1956 mit Sitz in einem ehemaligen osmanischen Amtsgebäude (Konak) gegründet und zählt zu den Kulturdenkmälern der Region.

## Museumsgebäude
Ursprünglich diente das im 18. Jahrhundert errichtete Verwaltungsgebäude als Polizeidienststelle, der mittige Turmaufbau als Leuchtturm. Nach der Befreiung von der osmanischen Herrschaft wurde das Gebäude rekonstruiert. Hierbei flossen typische Elemente des bulgarischen Renaissance-Baustils mit ein. 1956 wurde das Gebäude erstmals für eine waffenhistorische Ausstellung genutzt.

## Sammlung
Zur Sammlung gehören historische Exponate der Region bis hin zur Befreiung von der osmanischen Besatzung. Das Museum ist gegliedert in eine urgeschichtliche Abteilung sowie Abteilungen für die Antike und die Zeit des Mittelalters. Die ethnografische Abteilung des Museums befindet sich in der Krastata Kasarma.